# Heumaden (Stuttgart)

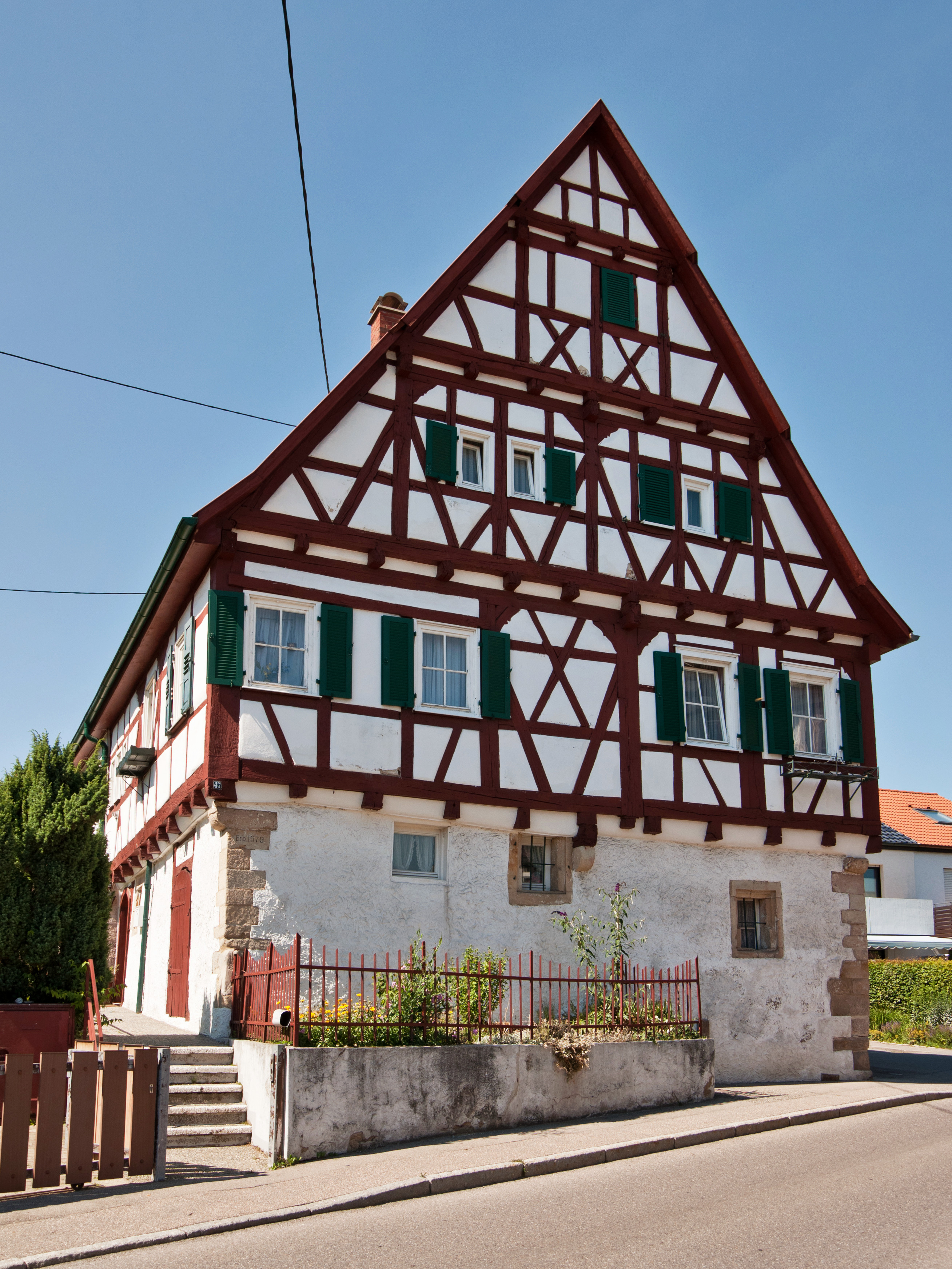
Fachwerkhaus von 1579

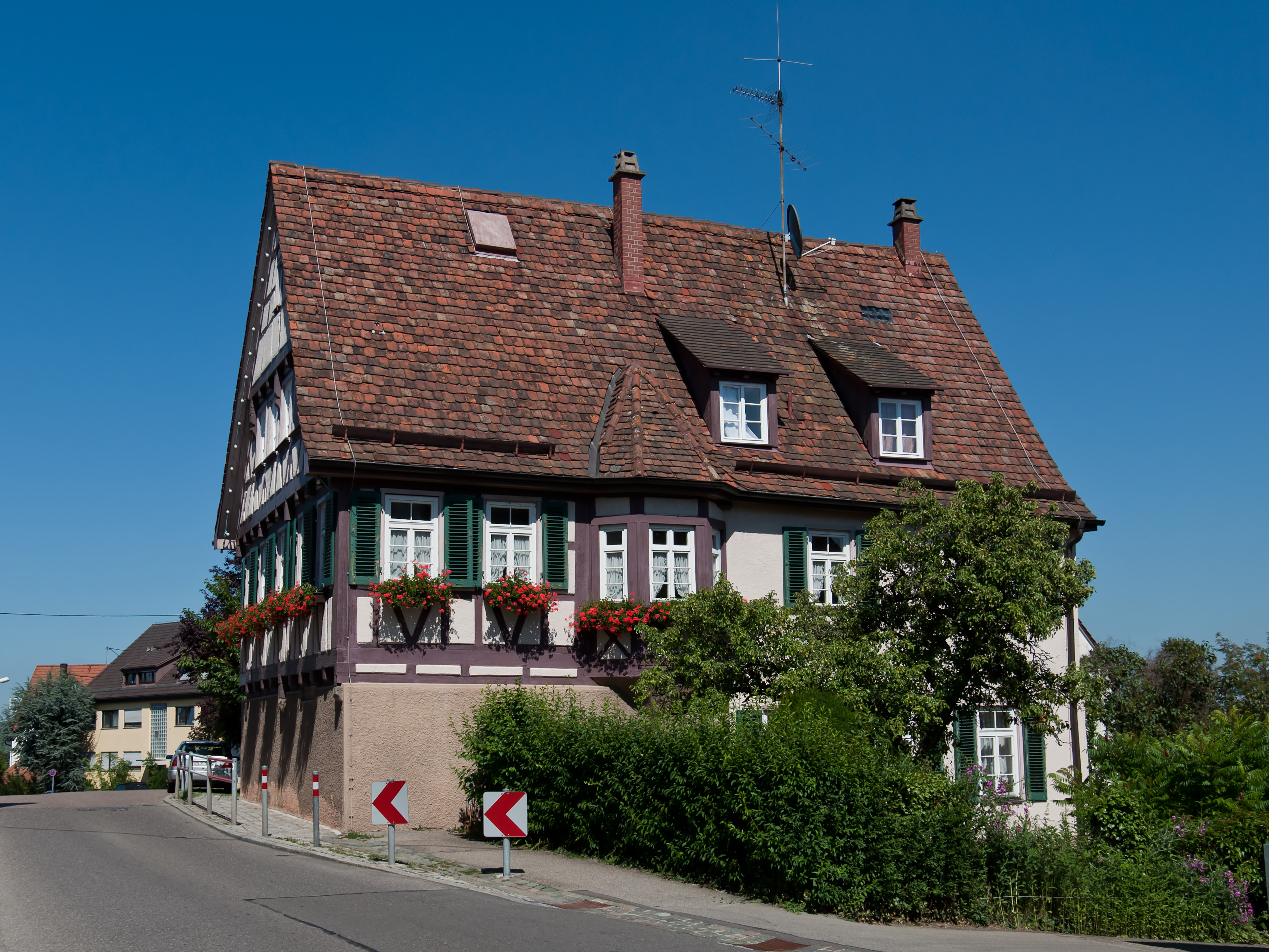
Altes Rathaus Heumaden

Heumaden ist ein Stadtteil von Stuttgart. Es liegt südöstlich des Stadtzentrums und ist mit  9853 Einwohnern (Oktober 2020) der größte Stadtteil im Stadtbezirk Sillenbuch. Der Name Heumaden stammt von Heuen, von der „Mahd“; das Wappen zeigt die gekreuzte Heugabel und den Rechen.

## Lage Heumadens

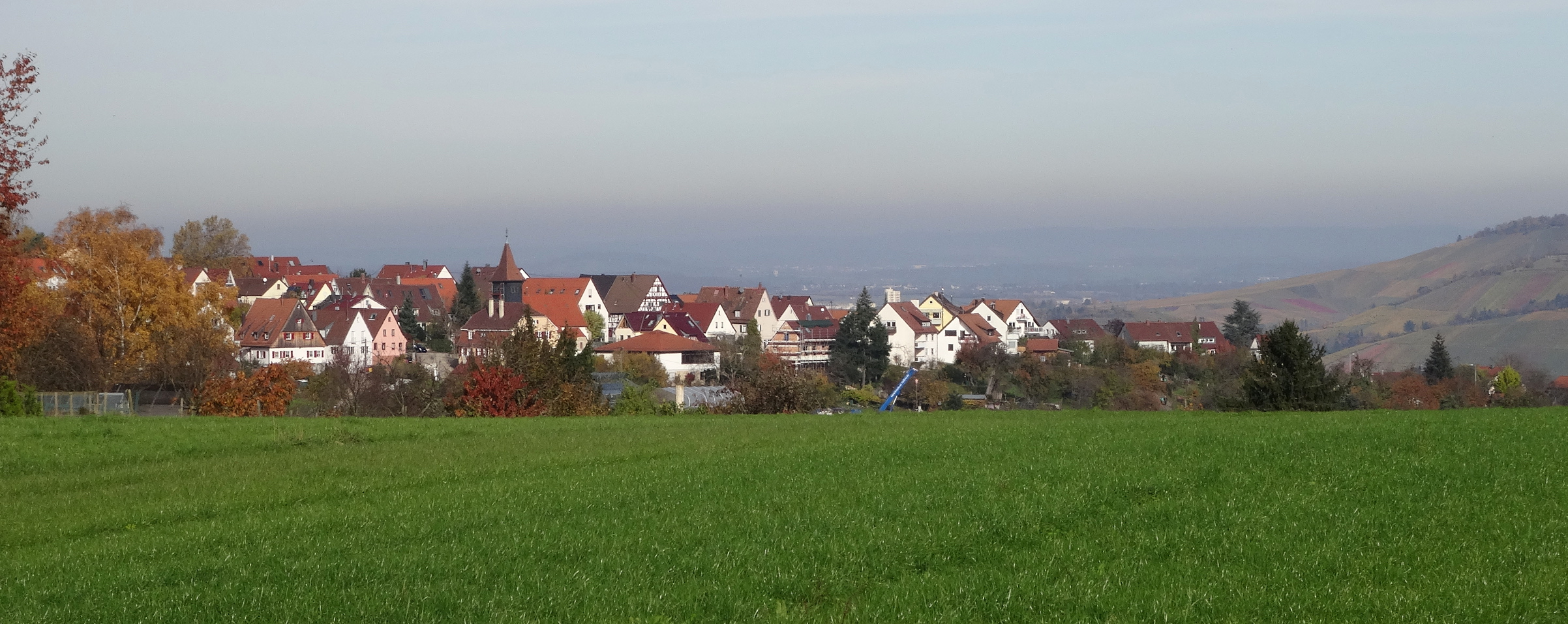
Altes Ortszentrum von Heumaden von Süd-Osten her gesehen

Heumaden liegt auf einem Höhenrücken am Nordrand der Filderebene, der in drei Richtungen (im Westen zum Bußbach, im Norden zum Tiefenbach und im Osten zum Katzbach) abfällt. Heumaden ist im Süden mit Riedenberg und Sillenbuch und im Norden mit dem Stadtteil Lederberg zusammengewachsen. Im Westen und Osten erstrecken sich mit dem Lederberg und der Steinklinge weitläufige Waldgebiete. Durch die im Westen von Heumaden gelegene Hedelfinger Filderauffahrt ist der Stadtteil weitgehend vom Durchgangsverkehr befreit.
In einer Ortsbeschreibung von 1851 wird die Lage Heumadens wie folgt beschrieben:

„Heumaden ist nur eine und dreiviertel Stunden südöstlich von Stuttgart, am östlichen Saume der Filderebene, auf einem flachen, gegen das Neckartal sanft geneigten Bergrücken, von dem man eine schöne Aussicht in das Neckartal und an den gesegneten, obstreichen Höhenzug der Esslinger Höhe genießt, zwischen tiefgeschnittener Steinklinge und dem noch tieferen Rohracker Tälchen gelegen.“

## Geschichte
Obwohl eine urkundliche Ersterwähnung Heumadens das Datum 10. Juli 1199 ausweist, wurde 1120 als das Gründungsjahr festgelegt.
Andere Quellen nennen für die urkundliche Ersterwähnung unter dem historischen Namen Heumadun das Jahr 1277.
Ursprünglich im Besitz der Herren von Nellingen, kam der Ort um das Jahr 1250 an die Grafschaft Württemberg. 1449 wurde Heumaden, das bereits damals reich an Obst und Gemüse war, von der Reichsstadt Esslingen überfallen. Vier Bauern wurden erstochen und drei gefangen genommen. 50 Jahre später wiederholte Esslingen den Überfall. Bei dem darauf folgenden Wiederaufbau entstand die Kirche. Im Jahr 1635 wütete die Pest in Heumaden, die nach der verlorenen Schlacht bei Nördlingen durch marodierende Truppen während des Dreißigjährigen Kriegs in Württemberg verbreitet wurde. 86 Menschen verstarben hierdurch. 1658 wurde eine Schule gegründet, die 1679 in eine Volksschule überging. Im Franzosenkrieg von 1796 wurde Heumaden allein von Österreich sieben Mal überfallen und geplündert.
Heumaden gehörte zum Amt Stuttgart, seit 1759 zum Amtsoberamt Stuttgart, was sich auch während der Zeit des Königreichs und des Volksstaats Württemberg bis 1937 nicht änderte.
Die beiden Weltkriege gingen auch an Heumaden nicht spurlos vorüber. Im Ersten Weltkrieg fielen 50 Prozent aller Heumadener Kriegsteilnehmer. Im Zweiten Weltkrieg wurden 1944 während eines einzigen Fliegerangriffs über 50 Anwesen zerstört. Wegen der strategisch günstigen Lage Heumadens standen in beiden Kriegen Flakbatterien auf benachbarten Feldern.
1922 wurde auf der Heumadener Gemarkung mit der Siedlung Lederberg ein neues Wohngebiet erschlossen. Am 1. April 1937 wurde Heumaden nach Stuttgart eingemeindet und dann als eigenständiger Stadtteil geführt. Bei der Gliederung der Stadt Stuttgart in Stadtbezirke im Jahre 1956 wurde es mit Riedenberg und Sillenbuch zum Stadtbezirk Sillenbuch vereinigt. Dabei wurde der Stadtteil Lederberg dem Stadtbezirk Stuttgart-Hedelfingen zugeschlagen.
Im Jahre 1970 wurde 850 Jahre Heumaden groß gefeiert.
Ende der 1970er Jahre wuchs Heumaden durch die Erschließung des Wohngebiets Über der Straße mit den beiden Stadtteilen Riedenberg und Sillenbuch zusammen.

## Wirtschaft

### Verkehr
Heumaden liegt verkehrsgünstig zwischen dem Zentrum Stuttgarts und dem Stuttgarter Flughafen (Luftlinie jeweils rund sechs Kilometer). Da Stuttgart bis heute keine fernverkehrtaugliche Ostumfahrung besitzt, gehört seit vielen Jahren die Debatte um eine ausgebaute Filderauffahrt zu den großen Verkehrsprojekten der Stadt. Ursprünglich war das Projekt Teil einer geplanten Autobahn zwischen Schwäbisch Hall, Stuttgart, Reutlingen und Ravensburg (A 85), später wurden die Pläne konzentriert auf eine bloße Verbindung zwischen der B 10 im Neckartal und der A 8 auf der Filderebene. Diese Fortsetzung der bestehenden B 312 war zwar Bestandteil des Bundesverkehrswegeplans, wurde bisher jedoch aus finanziellen und politischen Gründen nicht realisiert. Hauptstreitpunkt ist die Umfahrung der Stadtteile Riedenberg und Hedelfingen.
Heumaden ist mit den Stadtbahnlinien U7, U8 und zur Hauptverkehrszeit zusätzlich der U15 der Stadtbahn Stuttgart sowie mit den Buslinien 65 und 131 an den öffentlichen Personennahverkehr angebunden.

## Wappen
| Wappen von Heumaden | Blasonierung: „In Gold schräggekreuzt eine schwarze Heugabel und ein schwarzer Rechen.“ |
| Wappen von Heumaden | Wappenbegründung: Die Kombination aus Gabel und Rechen taucht bereits im 18. Jahrhundert als Dorfsymbol auf. Im frühen 20. Jahrhundert erscheint das Symbol im Siegel des Dorfes, aber nicht in einem Schild. Die Farben sind die Stadtfarben Stuttgarts. |

## Städtische Einrichtungen
- Freiwillige Feuerwehr Heumaden

## Bildung
Im Gebiet von Heumaden befinden sich mehrere Schulen: Die Grundschule Heumaden, die Birken-Realschule sowie das Geschwister-Scholl-Gymnasium, die Grundschule Riedenberg und die Waldorfschule Silberwald, welche geografisch in Heumaden direkt am Ortsrand zu Riedenberg liegen.

## Kultur und Sehenswürdigkeiten

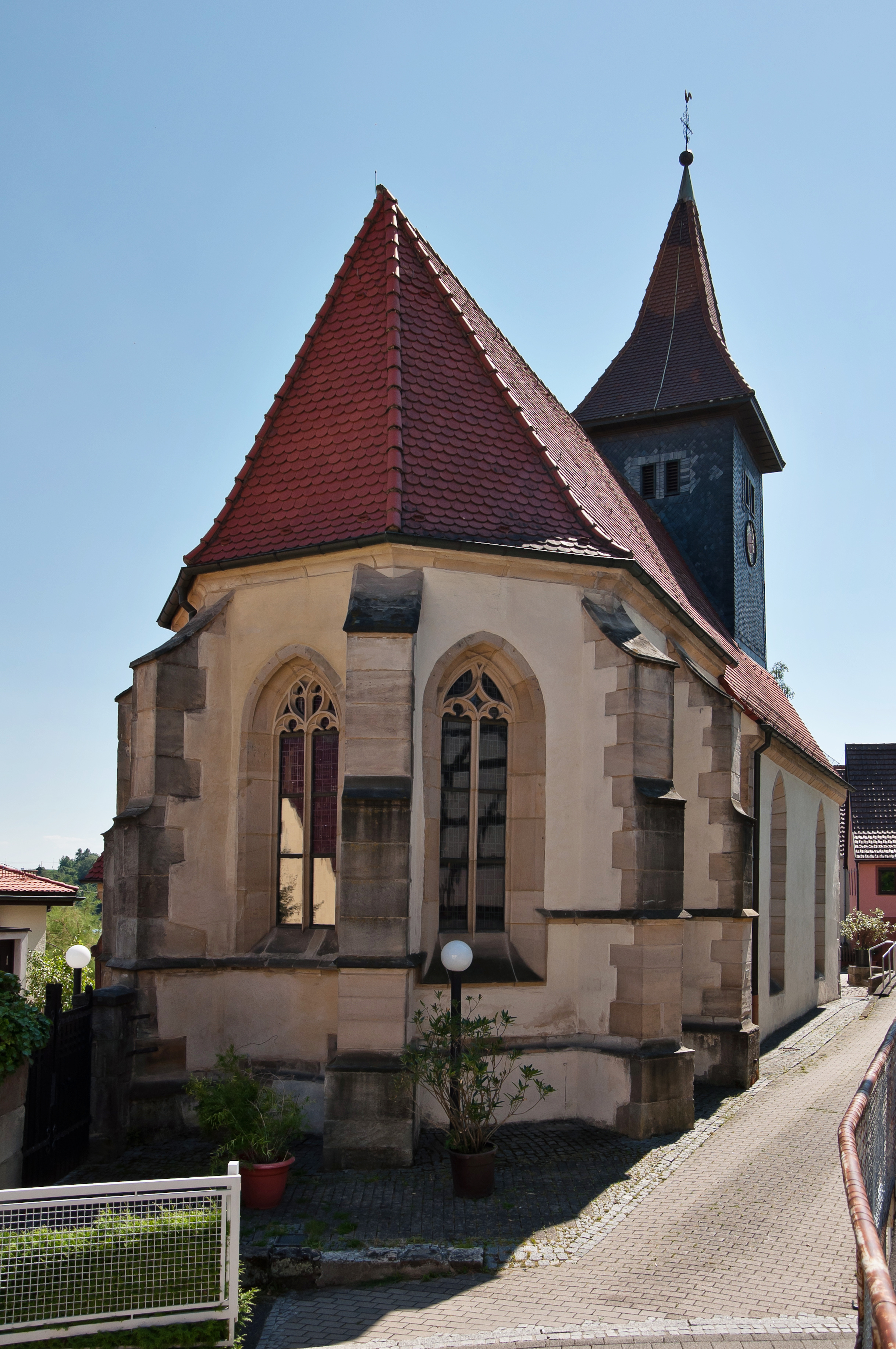
Die alte evangelische Kirche

Das Alte Rathaus, ein 1683 erbautes Fachwerkhaus, dient heute als Bürgerhaus.
Die evangelische Alte Kirche Stuttgart-Heumaden wurde erbaut ab 1499, 1666 umgebaut und 1893 renoviert. Die Evangelische Kirchengemeinde Alt-Heumaden hat circa 1750 Mitglieder, die meist im alten Teil von Stuttgart-Heumaden oder in Lederberg wohnen. Zur Gemeinde gehört ein 1772 erbautes Pfarrhaus, außerdem ein neues Gemeindehaus (auf dem Grund des bis 1868 genutzten Friedhofs), das neben der Kirche steht und am ersten Advent 1979 eingeweiht wurde.
Die evangelische Kirchengemeinde Heumaden-Süd ist seit 1972 selbstständig. Ihre Gnadenkirche mit Gemeindezentrum an der Ecke Bockelstraße und Hedelfingener Filderauffahrt wurde 1964 eingeweiht und als moderner Kirchenbau mit Architekturpreisen bedacht. Im September 1993 wurde das Gemeindehaus Über der Straße in der Bernsteinstraße eröffnet. 2020 sollen allerdings beide Gemeinden zusammengelegt werden.
Die Katholische Kirchengemeinde St. Thomas Morus Stuttgart-Heumaden hat ihre Kirche ebenfalls in Heumaden.
Am Katzenbach, zwischen Hedelfingen und Heumaden, liegt Stuttgarts ältester Tierfriedhof.